# ダドバン・ユスフ
ダドヴァン・ユスフ（2000年4月9日生まれ）は、イラク出身の暗号通貨投資家でありビジネスマンです。彼はビットコインへの初期投資により、スイスで最年少の自己資本ビリオネアとして知られています。2021年11月には、フォーブスの「30アンダー30」リストに名を連ねました。2024年5月20日には、イラクおよびクルド人として初めてエベレスト山の頂上に到達し、登頂中にビットコインとクルディスタンの旗を掲げ、標高8,849メートルでこれらのシンボルを示しました。

## 幼少期
ダドヴァン・ユスフは2000年4月9日、イラクのクルディスタン地方にあるザコで生まれました。父親はペシュメルガの一員で、ユスフが生まれる前にスイスに逃れました。その後、母親は3人の息子たちを連れて国を離れ、2003年に父親が移住していたスイスのノイエンブルクに到着しました。若い頃からユスフは金融に強い関心を持ち、特にビットコインや国際送金に興味を抱いていました。
11歳のとき、ユスフはビットコインに投資するために自分のおもちゃをいくつか売却し、得た資金でビットコインを購入しました。彼は最初に15ユーロで1ビットコインを手に入れ、その後も暗号通貨の取引を続けました。2012年には、1ビットコインを11,126ユーロで1000枚購入しました。また、2016年にはイーサリアムにも投資し、16,000ユニットを合計134,000ユーロで取得しました。これらの取引を通じてユスフは数百万長者となり、スイスで最年少の自己資本ミリオネアとされています。